# روسكو رينولدز
روسكو رينولدز (بالإنجليزية: Roscoe Reynolds)‏ هو محامي وسياسي أمريكي، ولد في 21 مايو 1942 بمارتينسفيل في الولايات المتحدة. حزبياً، نشط في الحزب الديمقراطي. وقد انتخب عضو مجلس ولاية فرجينيا.